# 川畑瞳
川畑瞳（日语：／ Kawabata Hitomi，1996年5月1日—）是一名出生於日本鹿兒島縣的壘球選手，司職二壘手，目前效力於日本壘球聯盟電裝。她曾隨隊參加2020年夏季奧林匹克運動會壘球比賽，結果獲得金牌。

## 獎項
- 日本女子壘球聯盟最佳九人：2回（三壘手部門：2015年；二壘手部門：2018年）

## 外部連結
- 川畑瞳的X（前Twitter）